# توین کمبل
توین کمبل (انگلیسی: Tevin Campbell؛ ‏تلفظ نام‌خانوادگی: ‎/ˈkæmbəl/‎؛ ‏ زادهٔ ۱۲ نوامبر ۱۹۷۶) موسیقی‌دان اهل ایالات متحده آمریکا است. از فیلم‌هایی که وی در آن نقش داشته است، می‌توان به یه فیلم مسخره اشاره کرد.